# Crepidorhopalon parviflorus
Crepidorhopalon parviflorus är en tvåhjärtbladig växtart som först beskrevs av Philcox, och fick sitt nu gällande namn av Eb. Fischer. Crepidorhopalon parviflorus ingår i släktet Crepidorhopalon och familjen Linderniaceae. Inga underarter finns listade i Catalogue of Life.